# Џејми Бруер
Џејми Бруер (рођена 5. фебруара 1985.) је америчка глумица и модел. Најпознатија је по улогама у FX телевизијској серији хорор антологије Америчка хорор прича. У својој првој сезони, Кућа убиства, глумила је Аделаиду "Ади" Лангдон; у трећој сезони, Вештичије коло, тумачила је Нен, загонетну и видовиту вештицу; у четвртој сезони Циркус наказа, она је приказала визију Честера Креба о његовој лутки, Марџори; у седмој сезони Култ, глумила је Хеду, чланицу екипе "SCUM", коју је предводила феминисткиња Валери Соланас; а такође се вратила својој улози Нен у осмој сезони, Апокалипса.

## Живот и каријера
Бруер је одрасла волећи све облике уметности, посебно филмове и позоришне продукције. Почела је тако што је похађала часове за позориште 1999. на часовима током  средње школе. Наступала је у драмама, мјузиклима, комедијама и многим импровизацијама током школовања у Дионис театру. Бруер се појавила и говорила за Super Bowl of Caring Houston Food Drive у Хјустону, Тексас, две узастопне године која је емитована на НБЦ-у, АБЦ-у и ЦБС-у. Бруер наставља своју сценску обуку кроз позориште и школу The Groundlings.
Године 2011, Бруер је дебитовала на телевизији као Аделаида „Ади“ Лангдон у Америчкој хорор причи: Кућа убиства. Рекла је: „О аудицији за шоу сам први пут добила вест од свог пријатеља. Тражили су младу даму са Дауновим синдромом која би могла да глуми. Мој снимак главе и биографија су послати и позвана сам на аудицију и, на моје изненађење, добила сам улогу. Била сам тако узбуђена.“ О својој улози, Бруер је изјавила: „Аделаида је сложен лик, али најтежи део глуме Аделеиде је научити како да прикаже некога ко се не сматра увек прихватљивим њеној мајци и друштву. Ово је нови изазов за мене.“
Након што се завршила прва сезона емисије, појавила се у серији Southland у епизоди под називом „Врелина“, која је емитована 20. фебруара 2013. Такође 2013. године вратила се у Америчку хорор причу за трећу сезону, под насловом Вештичије коло, играјући споредну улогу Нен, младе вештице која је видовита.
На Палеј Фесту 2014. објављено је да ће се Бруер вратити у серију за четврту сезону, са поднасловом Америчка хорор прича: Циркус наказа. Иако је касније, креатор емисије Рајан Марфи наговестио да се Бруер можда неће појавити током сезоне. Бруер је касније потврђена након појављивања при промоцији за последње две епизоде. Дала је глас и глумила Марџори, лутку особе која говори из стомака другог лика.
У фебруару 2015, Бруер је постала прва жена са Дауновим синдромом која је прошетала црвеним тепихом на Недељи моде у Њујорку, што је урадила за дизајнерку Кери Хамер. Говорећи о искуству, Бруер је рекла: „Задивљујуће је да модна индустрија укључује особе са инвалидитетом“, рекла је она. „То је невероватна прилика за жене, жене са инвалидитетом. Други пут је такође рекла: „Младе девојке, па чак и младе жене виде мене и кажу "хеј, ако она то може, могу и ја". То је права инспирација бити узор за сваку младу жену да их охрабри да буду оно што јесу и покажу ко су.“
У јулу 2015. појавила се као лик по имену Џејми у три епизоде веб серије Рејмонд и Лејн, док се у септембру Бруер појавила у серији Switched at Birth у епизоди под називом „Између наде и страха“. Следећег месеца је преузела титулу као добитница Награде за изузетно заговарање Квинси Џонса од стране Глобалне фондације за Даунов синдром. Истог месеца, током интервјуа, Бруер је упитана да ли би се појавила у предстојећој петој сезони Америчке хорор приче, под насловом Хотел. Она је одговорила са: „Могуће. Не знам у потпуности, зависи. Заиста желим да будем." Међутим, није се појавила у сезони.
У мају 2017, Бруер је глумила у краткометражној комедији Витнино венчање. У октобру је америчка певачица Мајли Сајрус замолила Бруер да је представи на Variety Power of Women, где је Сајрус добила награду за своју организацију Happy Hippie Foundation. Сајрусина непрофитна фондација се фокусира на бескућништво младих (посебно међу ЛГБТ младима), ЛГБТ заједницу и друге угрожене групе становништва. „Никад се до данас нисмо лично среле, али ја сам велики Џејмин обожавалац“, рекла је Сајрус током свог говора. Бруер се такође вратила у Америчку хорор причу у седмој сезони Култ. У седмој епизоди сезоне глумила је Хеду, чланицу оригиналне екипе 'СКУМ', коју је предводила феминисткиња Валери Соланас. Отприлике у исто време, Бруер је имала улогу у филму Бриџет Еверет Волим те више, пилот филму снимљеном за Амазон Видео који касније није прихваћен.
У фебруару 2018, Бруер је дебитовала ван Бродвеја у Ејми и сирочићи, представи Линдзи Ферентино о троје браће и сестара, од којих један има Даунов синдром, након смрти њиховог оца. Била је прва жена са Дауновим синдромом која је глумила у представи ван Бродвеја. Бруер је у априлу номинована за најбољу глумицу у представи од стране Outer Critics Circle Award за улогу у Ејми и сирочићи. У јуну исте године за свој наступ освојила је награду Drama Desk за најбољу глумицу у представи. Убрзо након тога, добила је улогу Ђине у независном драмском филму Преокрет.
Током октобра, Бруер се још једном накратко појавила у Америчкој хорор причи, у њеној осмој сезони под насловом Апокалипса, где је поновила улогу коју је играла у Вештичијем колу. Њен повратак као Нен добио је позитивне критике од тврдокорних фанова. Кејти Луиз-Смит из ПопБуза назвала је „бриљантном“ и изјавила да је повратак био „кратак, али сладак“. Рон Хоган из Drama Desk-а позитивно је реаговао на Бруерин повратак, истичући да је њен повратак „добро обрађен“. Међутим, Кат Розенфилд из Entertainment Weekly-а критиковала је сцену у којој се појављује Нен, коментаришући да она „углавном служи као сервис за фанове“. Бруер се такође накратко појавила у десетој и последњој епизоди сезоне.
| Година | Наслов                | Улога  | Напомене                    |
| ------ | --------------------- | ------ | --------------------------- |
| 2017   | Витнино венчање       | Витни  | Краткометражни филм         |
| 2017   | Убити                 | Соња   | Краткометражни филм         |
| 2019   | Преокрет              | Ђина   |                             |
| 2019   | Други састанак        | Мојра  | Краткометражни филм         |
| 2019   | Вагон                 | Клер   | Кратки филм, постпродукција |
| 2019   | Гомилање              | Мари   | Кратки филм, постпродукција |
| 2021   | Трешња                | Шели   |                             |
| ТБА    | Буђење снежног месеца | Аурора | претпродукцијски            |

### Телевизија
| Година  | Наслов                               | Улога              | Напомене                                                |
| ------- | ------------------------------------ | ------------------ | ------------------------------------------------------- |
| 2011    | Америчка хорор прича: Кућа убистава  | Аделаида Лангдон   | Понављајућа улога; 6 епизода                            |
| 2013    | Соутленд                             | Аманда             | Епизода: "Врелина"                                      |
| 2013–14 | Америчка хорор прича: Вештичије коло | Нен                | Понављајућа улога; 9 епизода                            |
| 2015    | Америчка хорор прича: Циркус наказа  | Марџори            | Гостујућа улога; 2 епизода                              |
| 2015    | Замењен на рођењу                    | Наставник помоћник | Епизода: "Између наде и страха"                         |
| 2017    | Америчка хорор прича: култ           | Хеда               | Епизода: "Валери Соланас је умрла за твоје грехе: Олош" |
| 2017    | Волим те више                        | Меги               | Телевизијски филм                                       |
| 2018    | Америчка хорор прича: Апокалипса     | Нен                | Гостујућа улога; 2 епизоде                              |
| 2020    | Станица 19                           | Роза               | Сезона 3, Епизода 6: Ice Ice Baby                       |
| 2021    | Америчке хорор приче                 | Аделаида Лангдон   | Епизода 7: Игра је готова                               |

### Веб
| Година | Наслов         | Улога | Напомене                   |
| ------ | -------------- | ----- | -------------------------- |
| 2015   | Раимонд & Лејн | Џејми | Гостујућа улога; 3 епизоде |